# Chiến dịch Idlib và Hama, 2015
Chiến dịch ở tỉnh Idlib và Hama do phe nổi dậy khởi xướng vào tháng 4 năm 2015 trong Nội chiến Syria.
Chiến dịch bao gồm một cuộc tấn công ba mũi nhọn, với hai cuộc tấn công chính do Ahrar ash-Sham dẫn đầu, Jabhat al-Nusra và các phe phái Hồi Giáo khác dưới ngọn cờ của Jaish al-Fatah (Quân đội Chinh Phục), và các lực lượng tấn công còn lại bao gồm phối hợp với các lữ đoàn của Quân đội Syria Tự do.
Tư lệnh của Sư đoàn 13 thuộc Quân đội Syria Tự Do tuyên bố rằng việc phối hợp với các nhóm khác như Mặt Trận al-Nusra không có nghĩa là họ đã liên kết với nhau. Trong vài ngày, phe nổi dậy chiếm thành phố Jisr al-Shugour và sau đó là một căn cứ của Quân đội. Sự thành công của chiến dịch cho thấy các nhóm đối lập chống Assad nay có thể phối hợp hoạt động trong một thời gian dài ở vùng Bắc Syria, một điều chưa hề thấy trước đây.

## Bối cảnh
Cuộc tấn công của phe nổi dậy ở tỉnh Idlib chiếm được thủ phủ nơi đây, một thành phố có tính cách chiến lược, cũng như các làng mạc và căn cứ quân sự trong vùng kể từ khi chiến dịch phản công khởi sự tháng trước đó.

## Cuộc tấn công

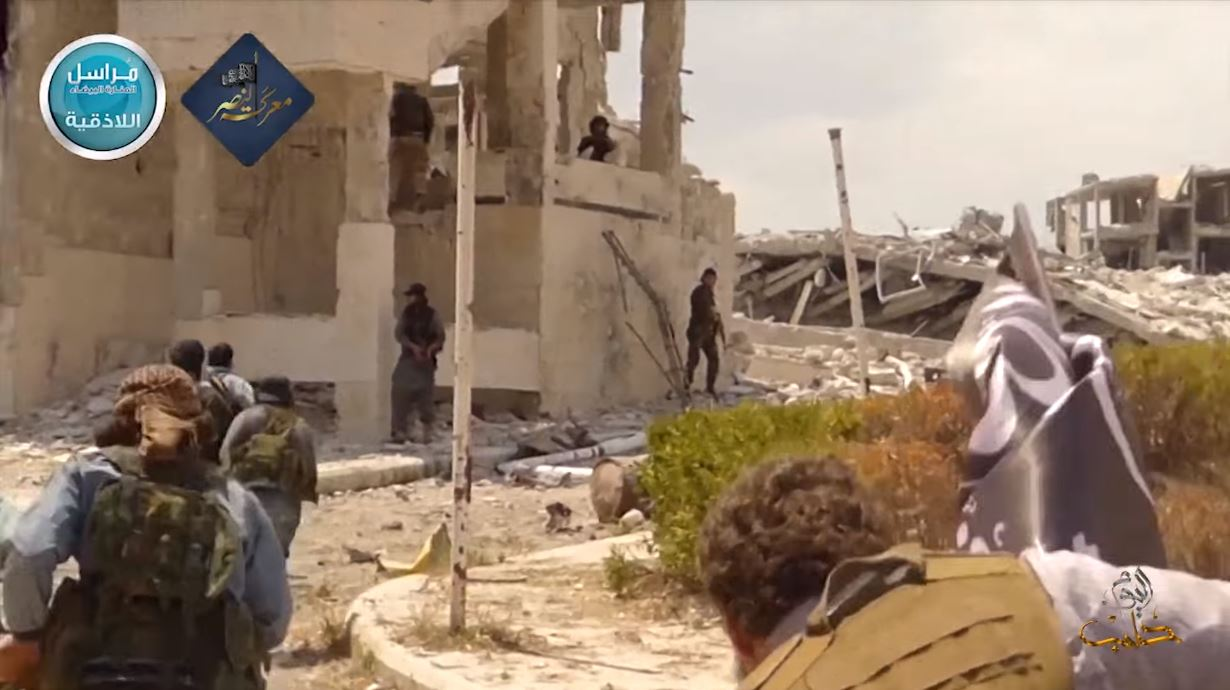
Các chiến binh thánh chiến từ Mặt trận al-Nusra tham gia trận Jisr al-Shoghour năm 2015

Ngày 25 tháng 4 năm 2015, Jaish al-Fatah chiếm thị trấn chủ chốt Jisr al-Shugour ở tỉnh Idlib.
Ngày 27 tháng Tư, sau nhiều giờ giao tranh dữ dội, phía nổi dậy tràn ngập căn cứ quân sự Qarmeed nằm về phía Tây Bắc của thành phố Ariha, lấy mang đi chiến xa cùng các loại vũ khí khác. Phía nổi dậy chiếm được 7 chiến xa, các thiết vận xa, súng nặng và nhiều đạn dược. Các nguồn tin khác cho hay phía nổi dậy nay dùng vũ khí chiếm được để tấn công căn cứ quân sự Mastoumeh gần đó. Chính phủ Syria đã mở ra 14 cuộc oanh tạc nhắm vào căn cứ Qarmeed sau khi nơi này thất thủ.
Ngày 28 tháng Năm, liên minh Jaish al-Fatah chiếm giữ Ariha, thành phố cuối cùng do chính quyền Assad kiểm soát tại tỉnh Idlib, sau một cuộc tấn công chớp nhoáng, khiến lực lượng chính quyền Asad và các tay súng đồng minh Hezbollah phải ồ ạt rút khỏi khu vực phía Tây thành phố này.